# Londrina Esporte Clube
El Londrina Esporte Clube és un club esportiu brasiler, destacant a futbol de la ciutat de Londrina a l'estat de Paranà. els seus colors són blau i blanc, actualment disputeix la segona divisió brasilera de futbol.

## Història
El Londrina va ser fundat per un grup d'atletes després de veure un partit entre Nacional de Rolândia i Vasco da Gama en Rolândia, van decidir que no volen veure futbol en Rolàndia, amb això, va fundar un club a Londrina, que crida a Londrina Futebol i Regatas el 5 d'abril de 1956. Van triar blau i blanc com a colors del club. El primer partit del Londrina va ser contra l'Portuguesa Londrinense el 24 de juny de 1956 guanyant per 4-1. El 1957, guanya el primer títol, el Campionat paranaense d'Interior. L'any 1962, guanya el primer Campionat paranaense després de guanyar del Coritiba a l'Estadi Couto Pereira en la decisió. El 1969, dos clubs de la ciutat, el Londrina Futebol e Regatas i el Paraná Esporte Clube s'uniren al Londrina Esporte Clube. El seu període més brillant fou entre 1976 i 1982 quan jugà a la Primera Divisió brasilera sis cops. El 1980, el club guanyant la Segona divisió després de guanyar del CSA per 4-0 en l'Estadi del Café. En 1981, guanya el campionat paranaense després de 18 anys, guanyant del rival Grêmio Maringá per 2-1 amb l'estadi ple per 45.000 persones. En 1990, el Londrina exerceix la propietat del Estadi Vitorino Gonçalves Dias. El 1992, és campió paranaense per tercera vegada. En l'any següent, en la Copa brasilera, guanya del Internacional, deixant el colorado en crisi, però és eliminat pel Flamengo en la següent fase. El 2008, el club guanya la Copa Paranà després de guanyar del Cianorte en els penals. El any 2014, el Londrina guanya el quart títol de l'estat en una emocionant final contra el Maringá en els penals per 4-3. En 2015, va accedir a la segona divisió després de guanyar del Confiança.

## Estadi

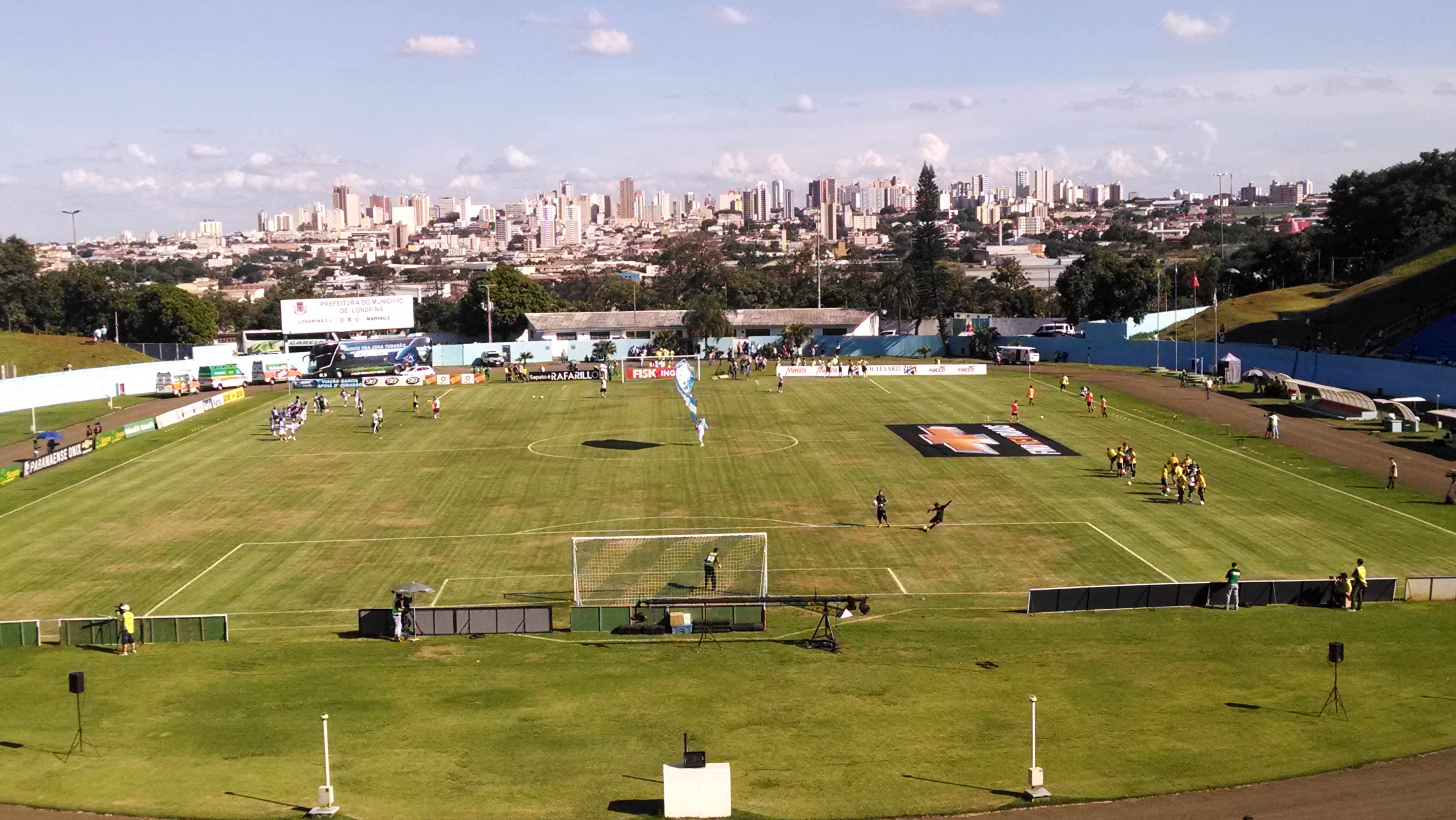
Estadi del Café, on el Londrina mana seus jocs.

El Londrina juga a l'Estadi del Café, construït a correcuita per a LEC disputa l'elit del Campionat brasiler, inaugurat en 1976, en un partit contra el Flamengo de Zico, on els equips empatats per 1-1, Paraná del Londrina va marcar el primer gol de l'estadi. El estadi té una capacitat de 45.000 persones. També utilitza a l'Estadi Vitorino Gonçalves Dias conegut com a VGD, inaugurat en 1947 amb capacitat per a 13.000 espectadors.

## Plantilla Actual
| N. | Pos. | Nac. | Jugador                             |
| -- | ---- | --- | ----------------------------------- |
| 1  | POR  | [[Fitxer:Flag of Brazil.svg\|23x15px\|border \|alt=Brasil\|link=Selecció de futbol del Brasil\|{{#if:\|]] | Marcelo Rangel                      |
| 2  | DEF  | [[Fitxer:Flag of Brazil.svg\|23x15px\|border \|alt=Brasil\|link=Selecció de futbol del Brasil\|{{#if:\|]] | Igor Bosel                          |
| 3  | DEF  | [[Fitxer:Flag of Brazil.svg\|23x15px\|border \|alt=Brasil\|link=Selecció de futbol del Brasil\|{{#if:\|]] | Luizão                              |
| 4  | DEF  | [[Fitxer:Flag of Brazil.svg\|23x15px\|border \|alt=Brasil\|link=Selecció de futbol del Brasil\|{{#if:\|]] | Silvio                              |
| 5  | MIG  | [[Fitxer:Flag of Brazil.svg\|23x15px\|border \|alt=Brasil\|link=Selecció de futbol del Brasil\|{{#if:\|]] | França                              |
| 6  | DEF  | [[Fitxer:Flag of Brazil.svg\|23x15px\|border \|alt=Brasil\|link=Selecció de futbol del Brasil\|{{#if:\|]] | Paulinho                            |
| 8  | MIG  | [[Fitxer:Flag of Brazil.svg\|23x15px\|border \|alt=Brasil\|link=Selecció de futbol del Brasil\|{{#if:\|]] | Germano (capità)                    |
| 9  | DAV  | [[Fitxer:Flag of Brazil.svg\|23x15px\|border \|alt=Brasil\|link=Selecció de futbol del Brasil\|{{#if:\|]] | Bruno Batata                        |
| 10 | MIG  | [[Fitxer:Flag of Brazil.svg\|23x15px\|border \|alt=Brasil\|link=Selecció de futbol del Brasil\|{{#if:\|]] | Zé Rafael (cedit pel Coritiba)      |
| 11 | DAV  | [[Fitxer:Flag of Brazil.svg\|23x15px\|border \|alt=Brasil\|link=Selecció de futbol del Brasil\|{{#if:\|]] | Itamar                              |
| 14 | DEF  | [[Fitxer:Flag of Brazil.svg\|23x15px\|border \|alt=Brasil\|link=Selecció de futbol del Brasil\|{{#if:\|]] | Everton Sena (cedit pel Santa Cruz) |
| 15 | MIG  | [[Fitxer:Flag of Brazil.svg\|23x15px\|border \|alt=Brasil\|link=Selecció de futbol del Brasil\|{{#if:\|]] | Bidía                               |
| 16 | DEF  | [[Fitxer:Flag of Brazil.svg\|23x15px\|border \|alt=Brasil\|link=Selecció de futbol del Brasil\|{{#if:\|]] | Léo (cedit pel Fluminense)          |
| 18 | MIG  | [[Fitxer:Flag of Brazil.svg\|23x15px\|border \|alt=Brasil\|link=Selecció de futbol del Brasil\|{{#if:\|]] | Jumar                               |
| 19 | MIG  | [[Fitxer:Flag of Brazil.svg\|23x15px\|border \|alt=Brasil\|link=Selecció de futbol del Brasil\|{{#if:\|]] | Netinho                             |
| 20 | MIG  | [[Fitxer:Flag of Brazil.svg\|23x15px\|border \|alt=Brasil\|link=Selecció de futbol del Brasil\|{{#if:\|]] | Júlio Pacato                        |
| 21 | DEF  | [[Fitxer:Flag of Brazil.svg\|23x15px\|border \|alt=Brasil\|link=Selecció de futbol del Brasil\|{{#if:\|]] | Lucas Ramon                         |
| 23 | MIG  | [[Fitxer:Flag of Brazil.svg\|23x15px\|border \|alt=Brasil\|link=Selecció de futbol del Brasil\|{{#if:\|]] | Rafael Gava                         |

| N. | Pos. | Nac. | Jugador                                      |
| -- | ---- | --- | -------------------------------------------- |
| 25 | DEF  | [[Fitxer:Flag of Brazil.svg\|23x15px\|border \|alt=Brasil\|link=Selecció de futbol del Brasil\|{{#if:\|]] | Matheus                                      |
| 27 | DAV  | [[Fitxer:Flag of Brazil.svg\|23x15px\|border \|alt=Brasil\|link=Selecció de futbol del Brasil\|{{#if:\|]] | Marcos Vinicius (cedit pel Atlético Mineiro) |
| 29 | DEF  | [[Fitxer:Flag of Brazil.svg\|23x15px\|border \|alt=Brasil\|link=Selecció de futbol del Brasil\|{{#if:\|]] | Donato (cedit pel Atlético Mineiro)          |
| 33 | DEF  | [[Fitxer:Flag of Brazil.svg\|23x15px\|border \|alt=Brasil\|link=Selecció de futbol del Brasil\|{{#if:\|]] | Marcondes                                    |
| 34 | DEF  | [[Fitxer:Flag of Brazil.svg\|23x15px\|border \|alt=Brasil\|link=Selecció de futbol del Brasil\|{{#if:\|]] | Pedrão                                       |
| 36 | MIG  | [[Fitxer:Flag of Brazil.svg\|23x15px\|border \|alt=Brasil\|link=Selecció de futbol del Brasil\|{{#if:\|]] | Anderson                                     |
| 40 | POR  | [[Fitxer:Flag of Brazil.svg\|23x15px\|border \|alt=Brasil\|link=Selecció de futbol del Brasil\|{{#if:\|]] | Guilherme                                    |
| 41 | POR  | [[Fitxer:Flag of Brazil.svg\|23x15px\|border \|alt=Brasil\|link=Selecció de futbol del Brasil\|{{#if:\|]] | Alan (cedit pel Cruzeiro)                    |
| 42 | POR  | [[Fitxer:Flag of Brazil.svg\|23x15px\|border \|alt=Brasil\|link=Selecció de futbol del Brasil\|{{#if:\|]] | Cesar                                        |
| 45 | DAV  | [[Fitxer:Flag of Brazil.svg\|23x15px\|border \|alt=Brasil\|link=Selecció de futbol del Brasil\|{{#if:\|]] | Wellisson                                    |
| 47 | MIG  | [[Fitxer:Flag of Brazil.svg\|23x15px\|border \|alt=Brasil\|link=Selecció de futbol del Brasil\|{{#if:\|]] | Marcelinho                                   |
| 52 | MIG  | [[Fitxer:Flag of Brazil.svg\|23x15px\|border \|alt=Brasil\|link=Selecció de futbol del Brasil\|{{#if:\|]] | Rondinelly (cedit pel Grêmio)                |
| 54 | DAV  | [[Fitxer:Flag of Brazil.svg\|23x15px\|border \|alt=Brasil\|link=Selecció de futbol del Brasil\|{{#if:\|]] | Alisson Safira (cedit pel Foz do Iguaçu)     |
| 77 | DAV  | [[Fitxer:Flag of Brazil.svg\|23x15px\|border \|alt=Brasil\|link=Selecció de futbol del Brasil\|{{#if:\|]] | Jô                                           |
| 80 | MIG  | [[Fitxer:Flag of Brazil.svg\|23x15px\|border \|alt=Brasil\|link=Selecció de futbol del Brasil\|{{#if:\|]] | Fillipe Soutto (cedit pel Atlético Mineiro)  |
| 96 | DEF  | [[Fitxer:Flag of Brazil.svg\|23x15px\|border \|alt=Brasil\|link=Selecció de futbol del Brasil\|{{#if:\|]] | Igor Miranda                                 |
| 99 | DAV  | [[Fitxer:Flag of Brazil.svg\|23x15px\|border \|alt=Brasil\|link=Selecció de futbol del Brasil\|{{#if:\|]] | Keirrison                                    |

## Palmarès
- Campeonato Brasileiro Série B:
  - 1980
- Campionat paranaense:
  - 1962, 1981, 1992, 2014, 2021
- Campionat paranaense Segona Divisió:
  - 1997, 1999, 2011
- Copa Paranà:
  - 2008

## Jugadors Destacats
| - Gauchinho - Zetti - Bruno Henrique - Ado - Chicão - Caponne - Élber - Emílson | - Germano - Henrique - Zé Elias - Keirrison - Rafinha - Vanderlei Farias da Silva - Pinga - Joel |  |